# 우한 국민정부
우한 국민정부(중국어 정체자: 武漢國民政府) 또는 우한 정부, 우한 정권, 한커우 정부는 우한에 거점을 둔 중국국민당 좌익이 지배한 정부로, 1926년 12월 5일부터 1927년 9월 21일까지 유진 첸의 지휘를 받다가 이후 왕징웨이가 지휘했다.
북벌 중 우한이 점령된 후, 광저우에 거점을 둔 국민정부는 1926년 12월 이곳으로 이전했다. 1927년 4월, 국민혁명군 총사령관 장제스가 "상하이 학살"에서 공산주의자와 좌익을 숙청한 후, 우한 정부는 장제스와 "닝한 분열"(중국어 정체자: 寧漢分裂)로 알려진 사건에서 갈라섰다. 이후 장제스는 난징에 자신만의 정부를 세웠다. 장제스가 독자적으로 북벌을 계속하는 동안, 우한 정부 내 공산주의자와 중국국민당 사이의 긴장이 고조되어 그 정부에서 공산주의자들에 대한 새로운 숙청이 발생했고, 결국 난징파와 화해하여 정부는 난징으로 이전했다.

## 역사

### 배경
중국국민당 설립자 쑨원의 제1차 국공 합작을 통해 중국공산당과 협력하는 정책에도 불구하고, 두 정당의 혁명 최종 목표에는 불일치가 존재했으며, 1926년 3월 광저우 정변과 같은 지속적인 갈등이 있었다. 이오시프 스탈린은 소규모 공산당이 중국국민당과 합병하여 부르주아 혁명을 일으킨 후 소련식 노동계급 혁명을 시도하도록 설득하려고 했다. 스탈린은 중국 통일을 위한 북벌 동안 중국국민당에 자금을 지원했다. 스탈린은 국민혁명군 총사령관 장제스만이 제국주의자들을 물리칠 수 있는 유일한 인물이며, 그의 군대는 버려지기 전 레몬처럼 모든 유용성을 짜내야 한다고 말했다.
원정 동안, 공산당이 주도하는 노동 운동은 중국국민당에 대한 상업적 이익의 지지를 위협했다. 토지개혁은 지주 가문 출신의 국민혁명군 장군들과 병사들 사이에서 추가적인 불만을 야기했다. 예를 들어, 허젠 장군의 지주 가문은 공산주의자들에 의해 범죄자처럼 길거리에서 시위되었다.

### 우한 정부의 형성

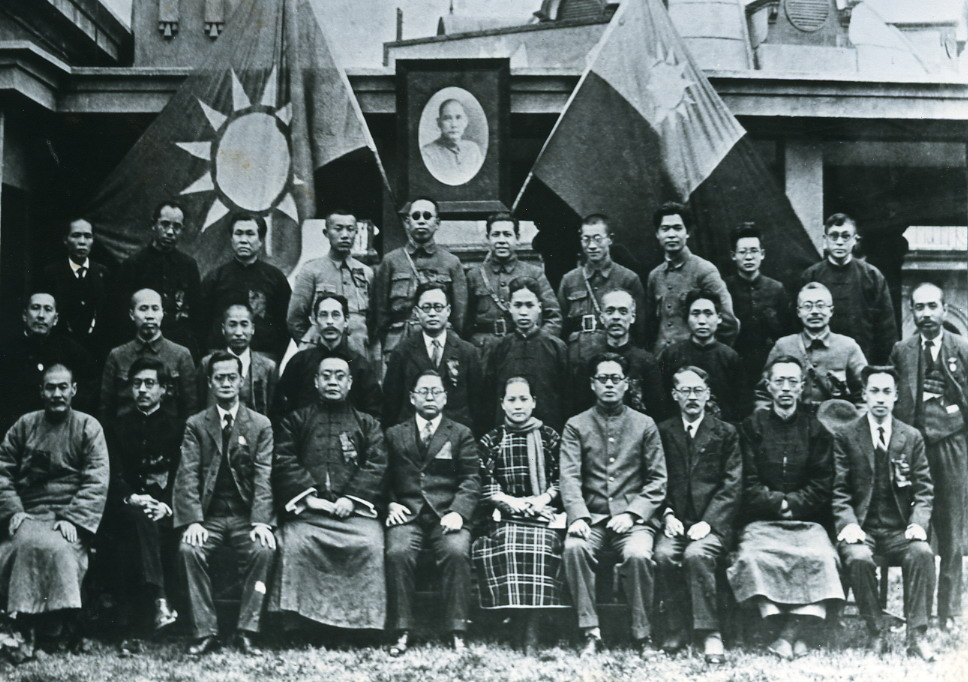
1927년 3월 우한에서 열린 중국국민당 제2기 중앙위원회 제3차 전체회의

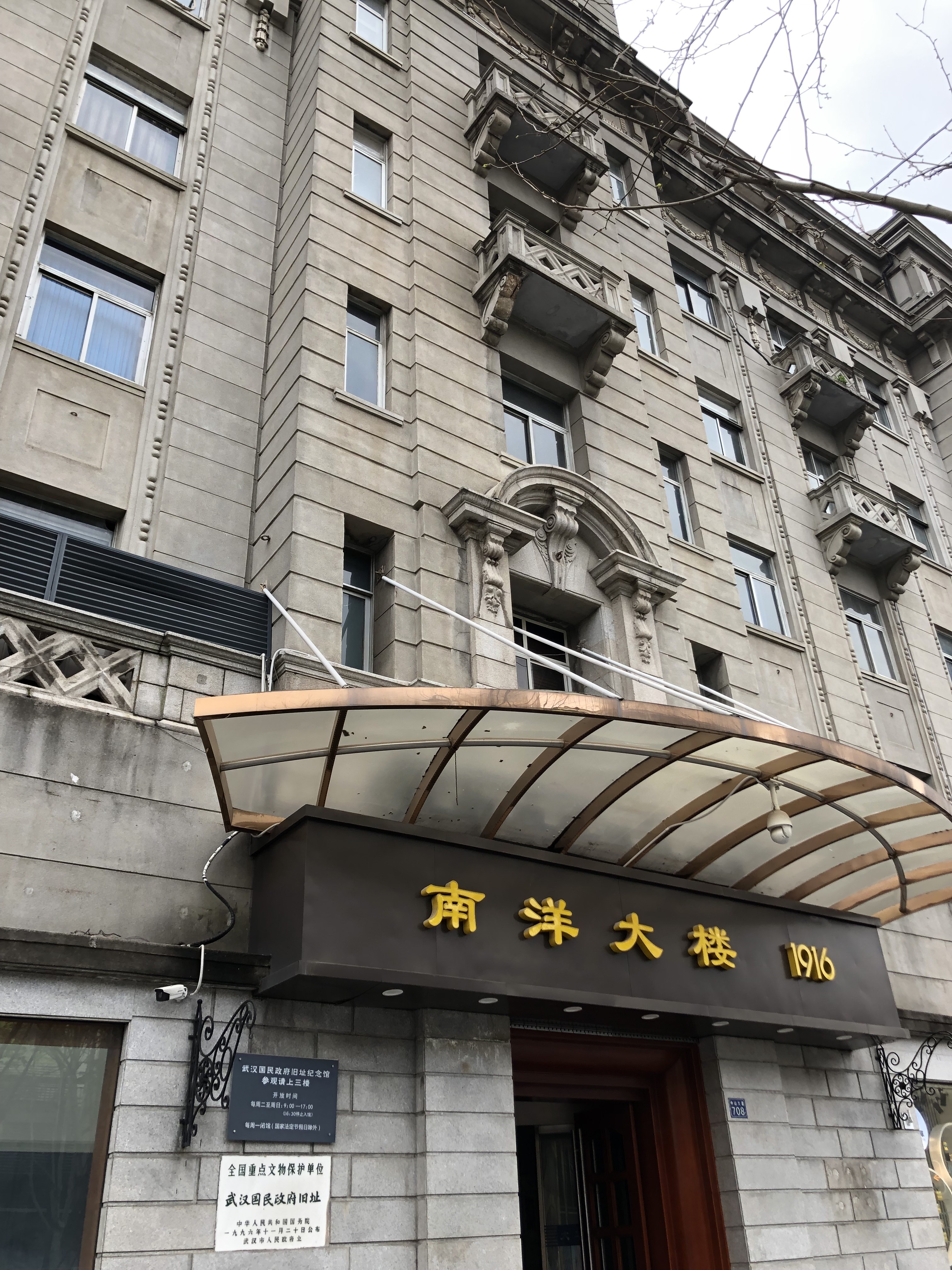
우한 국민정부 청사

중국국민당의 군사 조직인 국민혁명군은 북벌 초기에 1926년 8월부터 10월까지 이어진 일련의 전투에서 우창, 한커우, 한양의 세 도시를 점령하고 그들의 시 정부를 통합하여 우한을 형성했다. 우한 지역이 중국국민당에 함락된 후, 현지 노동자들은 좌익 노동조합을 조직하여 연말까지 약 30만 명의 회원으로 성장했다. 다른 국민혁명군 점령 도시에서도 노동조합이 생겨났고, 농민 봉기는 농촌 전역으로 확산되었다. 이러한 새로운 대중 운동에 힘입어, 중국국민당 당원들은 광저우에서 우한으로 이전하여 12월에 새로운 국민정부를 수립했다. 점령을 공고히 하기 위해 중국국민당은 광저우에서 우한으로 이전하는 것이 이익이 되었다. 장제스는 처음에 정부가 우한으로 이전하도록 초청했지만 나중에 망설였고, 그의 본부가 위치한 장시성 난창에 중앙위원들을 유지하려고 노력했다. 정부가 쑨커, 쉬첸, 쑹쯔원을 포함한 좌익 지도부와 함께 우한으로 이전할 무렵, 공산주의자와 중국국민당 좌익이 주도하는 농민 및 노동 운동은 후난과 후베이에서 한창이었다. 이 시기에 마오쩌둥은 당 지도부를 심하게 비판한 후난 농민 운동 조사 보고서를 작성했다.

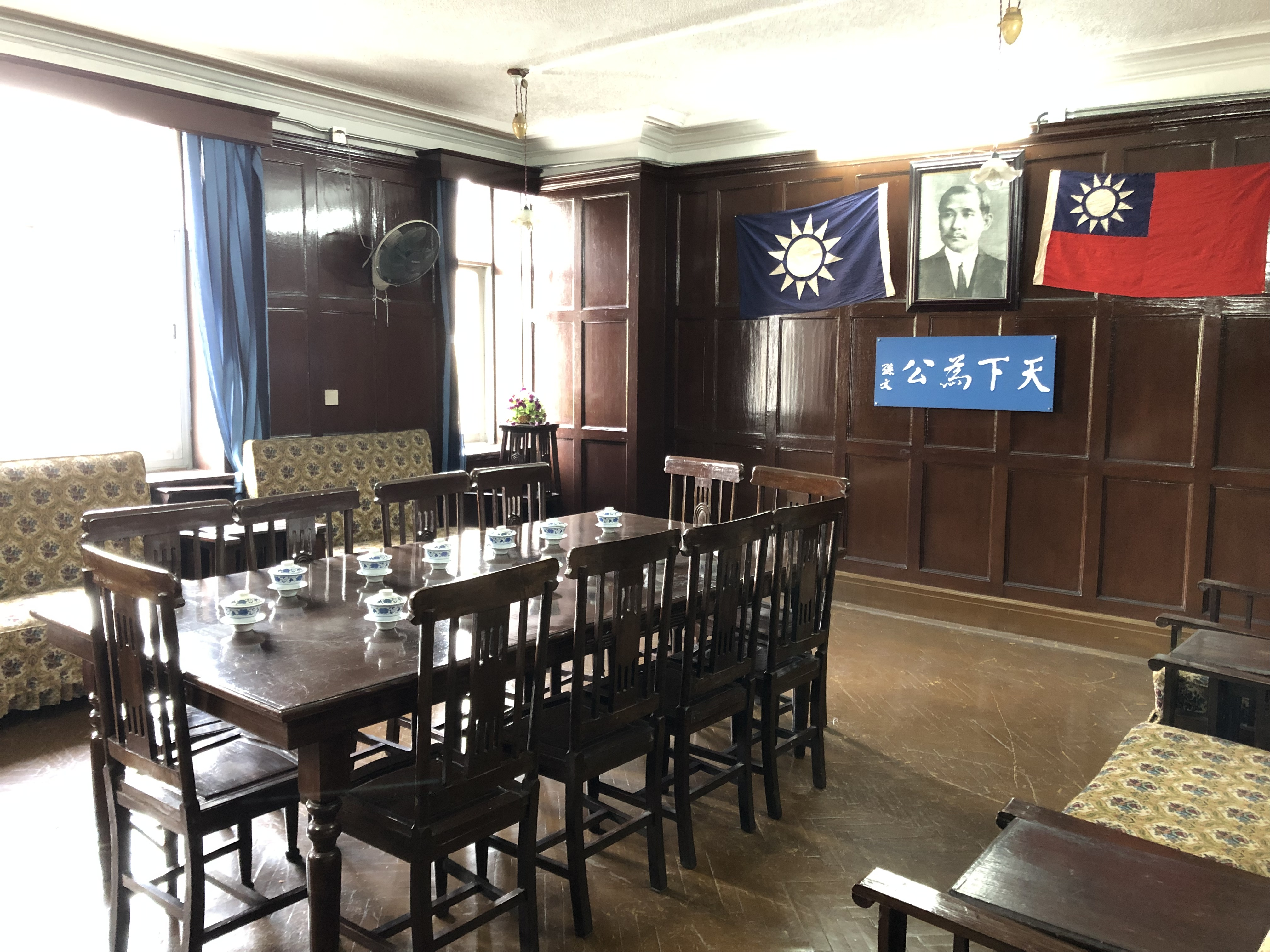
전 국민정부 회의실.

1926년 3월 광저우 정변 이후 중국국민당 군대의 총사령관이었던 장제스는 난창의 군사 본부에 머물기로 결정했다. 그는 우한 정치에 개입하고 싶지 않았고, 대신 다른 중국국민당 지도자들로부터 독립을 유지하면서 중국의 나머지 지역 정복에 집중하는 것을 선호했다. 1927년 1월, 한커우의 영국 조계에서 폭력 시위가 발생하여 영국인들이 철수하고 중국에 인계되었다. 이러한 분위기 속에서 좌익 세력은 중국국민당 제2기 중앙위원회 제3차 전체회의에서 중국국민당 정부에 대한 통제를 확대했다. 당 대회는 중앙위원회에 공산주의자와 좌익 세력을 다수 선출하여 장제스를 희생시키면서 당에 대한 소련의 통제를 강화했다. 창사 등 우한 통제 지역은 "공산주의는 중국의 심장", "프롤레타리아의 모국 – 소련 러시아를 육성하라", "중국과 러시아는 하나다"와 같은 슬로건이 담긴 선전 포스터로 도배되었다. 동시에 장제스는 양쯔강을 따라 하류로 진격하면서 공산주의자들을 체포하고 있었다. 우한 정부 내 중국공산당과 소련 고문들이 난징 사건에서 반제국주의 및 반외세 감정을 이용하여 외국 군대와의 폭력적 충돌을 선동하여 공산주의자들을 강화하는 동시에 중국국민당 우익 세력에 해를 끼쳤다는 의혹이 널리 제기되었다.

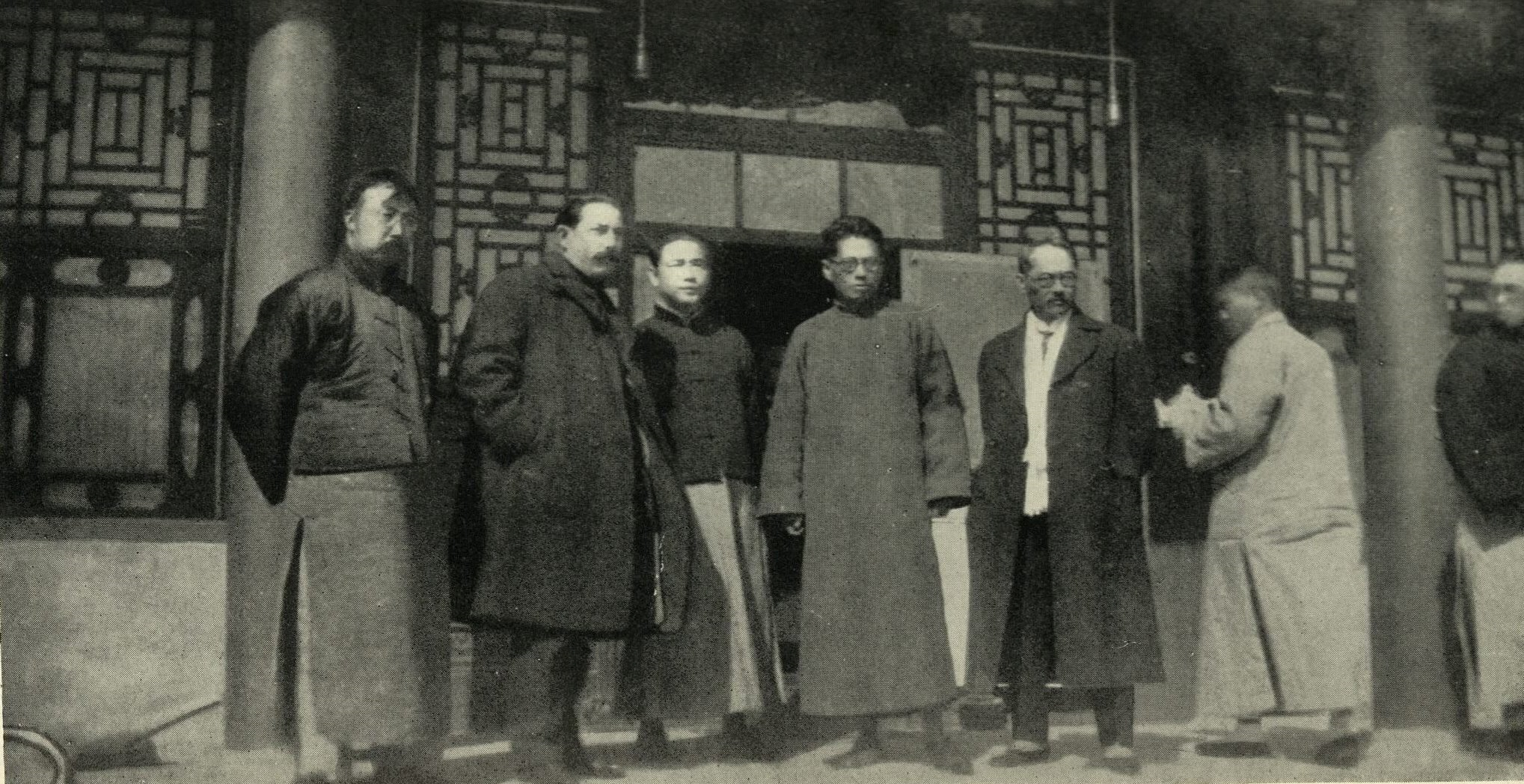
우한 국민정부 지도부, 왼쪽부터 미하일 보로딘(왼쪽 두 번째), 왕징웨이, 쑹쯔원, 유진 첸.

이러한 상황에서 중국국민당과 중국공산당 사이에 분열이 나타났다. 장제스와 같은 중국국민당 우익 인사들은 "공산당의 완전한 숙청"을 추진했다. 한편, 중국국민당 좌익, 중국공산당, 그리고 코민테른은 경각심을 가지고 이전에 해외로 망명했던 좌익 지도자 왕징웨이를 지지하기로 결정했다. 처음부터 좌익 중국국민당 정치인들이 지배하고 중국공산당의 도움을 받은 우한 정부는 광범위한 풀뿌리 지지에 힘입어 우한을 "혁명의 온상"으로 탈바꿈시켰고, 스스로를 중국국민당의 유일한 합법적 지도부로 묘사했다. 후난, 후베이, 광둥, 장시의 대부분을 통제한 우한 정부는 장제스의 권위에 도전하기 시작했고, 1927년 1월부터 그에 대한 선전 운동을 시작했다. 3월 10일, 우한 지도부는 명목상 장제스의 군사적 권한 대부분을 박탈했지만, 총사령관 직위에서 해임하는 것은 자제했다. 동시에 공산당은 우한 정부에서 중국국민당 좌익과 권력을 공유하는 동등한 파트너가 되었다. 이러한 전개에 대응하여 장제스는 중국국민당과 국민혁명군 내 반공산주의 세력을 자신을 중심으로 결집하기 시작했다.
한편, 우한 정부는 심각한 행정 문제에 직면하기 시작했다. 풀뿌리 운동은 원래 가장 중요한 지지자 중 하나였지만, 그들의 행동은 통제 지역에 사회적 불안정과 경제적 혼란을 야기했다. 그들은 경제적으로 중요한 여러 기업을 포함한 외국인들을 몰아냈고, 중소 상인들을 억압했다. 우한 정부는 공산주의 성향의 노동자들을 소외시키고 싶어하지 않았지만, 심각한 재정 침체를 야기하기 시작했기 때문에 진행 중인 사회적 경향을 거의 용인할 수 없었다. 1927년 5월까지 우한 정부는 수입이 180만 위안에 불과한 반면 지출은 1천만 위안에 달했다. 인플레이션과 대량 해고는 경제 상황을 더욱 악화시켰다. 게다가, 농민 반란군이 넓은 땅을 장악하면서 농촌은 혼란에 빠지기 시작했다. 공산주의자들은 일반적으로 농촌 반군이 자신들의 통제 아래 있다고 주장했지만, 실제로는 이러한 반군들은 종종 독립적인 집단이거나 단순히 좌익과 동맹을 맺고 있었다. 농민들의 정치적 입장에 관계없이, 우한 정부는 개혁 프로그램을 통해 그들을 자신들의 편으로 끌어들이려 노력했지만, 계획된 농업 개혁은 실제로 시작되지 못했다. 대신, 농촌 반군은 스스로 통치하기 시작했는데, 이는 중국국민당 군사 지도부가 일반적으로 농민 자치를 반대했기 때문에 많은 국민혁명군 관리들을 소외시켰다.
농민 조직 외에도 통일전선 운동가들은 여러 여성 단체를 설립하는 데 도움을 주었다. 허난과 후베이에서는 수십 개의 여성 단체가 현 농민 조합의 지부로 설립되었다. 1927년 국제 여성의 날에 우한에서 열린 회의에서 여성 혁명가들은 여성 운동의 목표를 제시했다. 그들은 전족 종식, 여성 문해율 증가, 여성 일자리 기회, 가부장적 가족 구조 종식을 요구했다. 이 마지막 요구에는 여성이 원하는 대로 결혼하고 이혼할 권리, 그리고 일부다처제, 첩 제도, 아동 결혼 금지가 포함되었다. 이러한 요구의 대부분은 우한 국민정부에 의해 승인되었다. 농촌에서 온 회의 참석자들은 이 메시지를 집으로 가져가 도시뿐만 아니라 농촌에서도 여성 대우에 약간의 변화를 가져왔다.

### 난징-우한 분열

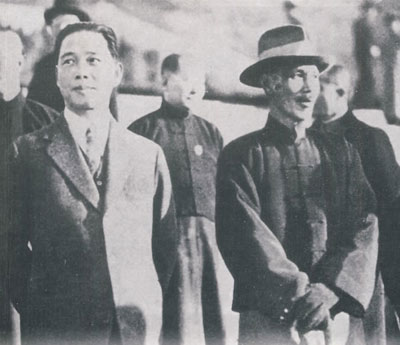
1926년 왕징웨이와 장제스

1927년 4월 1일, 왕징웨이는 중국으로 돌아와 국민혁명군에 의해 점령된 상하이에 도착했다. 장제스와 리쭝런은 그를 만나 우한 정부의 주석으로서 중국공산당과의 협력 관계를 끝내도록 촉구했지만, 왕은 "노동자와 농민의 편을 들겠다"고 말하며 당분간 공산주의자들을 용인할 것을 제안했다. 동시에 우한의 일부인 한커우에서 폭력 사태가 발생하여 노동조합원과 공산주의 선동가들이 일본 조계를 공격하여 "한커우 사건"을 촉발시켰다. 우한 수비대장 탕성즈와 외교부장 유진 첸은 질서를 진압하고 일본인을 달래기 위해 서둘렀다. 다음 날 상하이에서 열린 중국국민당 고위 관리 회의에서 우즈후이는 무릎을 꿇고 왕에게 장제스의 제안에 동의해 달라고 간청하기까지 했다. 회의는 장제스와 다른 이들의 중재로 겨우 진행될 수 있었다. 난징에서 열린 중국국민당 제2기 중앙위원회 제4차 전체회의에서 중국국민당-중국공산당 분쟁 해결 방안에 대한 합의가 이루어졌다.
왕징웨이의 공산당 일시적 용인 제안에 동의한다. 제4차 전체회의는 분쟁 해결 계획을 마련할 것이다. 이 회의 이전에, 장제스가 제안한 다음 조치들이 어떤 비상사태를 해결하기 위해 실행될 것이다:
- 첫째, 공산당 지도자 천두슈에게 중국국민당 통제 지역의 공산주의자들에게 보류 중인 회의 전까지 활동을 중단하도록 통보한다.
- 둘째, 정부가 후베이로 이전한 후 공산당의 통제하에 들어갔고 일부 부적절한 명령이 내려졌으므로, 이들이 당의 전망에 해를 끼친다면, 당의 제4차 전체회의 전까지는 무시할 수 있다.
- 셋째, 군대는 고위 관리들에게 소란을 일으키는 공산당 조직 및 단체를 진압하도록 명령해야 한다.
- 노동자 피켓 및 기타 무장 단체는 총사령관(장제스)에게 복종해야 하며, 이를 준수하지 않는 자는 반혁명분자로 낙인찍히고 금지된다.

그러나 4월 5일, 왕은 천두슈와 함께 "국민당과 공산당 지도자들의 공동 선언"을 비공개로 발표하여 두 정당 간의 영구적인 협력을 선언하며 주도권을 잡기로 결정했다. 이 선언은 반공산주의 중국국민당 관리들을 격분시켰다. 이전에 왕에게 무릎 꿇고 간청했던 우즈후이는 그를 가부장적이라고, "중국국민당의 부모"라고 조롱했다. 왕은 그날 밤 상하이를 떠나 우한으로 향했고, 그곳의 정부는 주로 공산주의자와 중국국민당 좌익으로 구성되어 있었다.

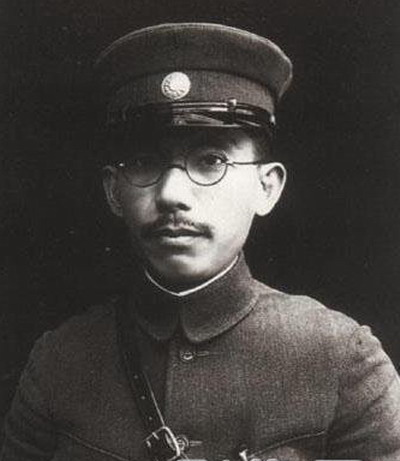
우한군 지도자, 탕성즈

왕징웨이는 4월 10일 우한에 도착하여 탕성즈와 탄옌카이를 만나 난징에서 열린 중국국민당 제2기 중앙위원회 제4차 전체회의에 중앙위원회 위원들을 소집할 것을 명목상 요청했다. 그는 회의가 계획대로 열릴 것이라고 생각했지만, 예상치 못하게 장제스는 후한민과 리지선의 반공산주의 세력을 결집하여 4월 12일 "공산주의자들을 섬멸"하고 난징에 경쟁 정부를 수립했다(중국어: 南京国民政府). 격분하고 충격을 받은 왕은 장제스가 "당에서 추방되고 모든 직책, 즉 중국국민당 중앙집행위원회 위원직에서 해임되었다"고 선언했다. 우한 정부는 장제스와 그의 추종자들이 외국 제국주의자들의 꼭두각시라고 비난하고, 상하이 상인 계급과의 긴밀한 협력을 비판하며 그가 노동자와 농민을 억압하는 데 일조했다고 주장했다. 4월 18일, 난징 정부가 수립된 같은 날, 우한에서 열린 공개 집회에서 왕은 장제스를 엄하게 비난하는 연설을 했다. 그리하여 난징과 우한 정부는 공식적으로 분열되었다.
우한 정부가 난징 정부에 대항하는 병력을 보내는 것을 막기 위해, 광시 군벌 리쭝런과 그의 부하 잉유한은 각각 장시와 우한으로 가서 왕과 우한의 다른 무장 세력을 설득했다. 그들은 양측이 상호 불간섭 하에 북벌을 계속하도록 설득하는 데 성공했고, 19일 우한 정부는 후난 군벌 탕성즈를 총사령관으로 임명하여 북벌을 진행하도록 했다. 5월 1일, 장제스 또한 독자적으로 북벌을 계속했다.
그러나 이 시점에 이르러서는 우한 통제 지역의 내부적 긴장과 난징 파벌의 선동으로 인해 국민혁명군 내의 반공산주의 감정이 크게 증대되었다. 그 결과, 5월 서부 허난에서 샤더우인 휘하의 국민혁명군 제14사단이 반란을 일으켜 우한으로 진군했으며, 쓰촨 군벌 양션이 지원했다. 샤더우인은 우한 충성파 예팅의 제24사단에게 패배하고 양션의 공격도 격퇴되었지만, 공개적인 반란은 우한 지도부에 대한 중국국민당 정치 및 군사 지도자들의 신뢰를 더욱 약화시켰다.

### "5월 지침"
6월 1일, 코민테른 대표인 미하일 보로딘과 마나벤드라 나트 로이는 이오시프 스탈린으로부터 우한 정부에 대한 비밀 전문을 받았는데, 이는 나중에 "5월 지침"으로 알려졌다. 보로딘이나 다른 사람과 상의 없이 로이는 메시지 내용을 왕징웨이에게 공개했다. 이 지침은 다음 요구사항을 제시했다.

- 토지는 공산당이 점유하도록 모든 노력을 기울여야 한다고 주장한다. 그러나 지나치게 공격적인 행동은 피해야 하며, 관리와 군인의 토지는 면제되어야 한다. 장인, 상인 및 소규모 지주들에게 양보한다.
- 2만 명의 공산주의자와 5만 명의 혁명 노동자 및 농민을 동원하여 군대를 양성한다.
- 당의 구성을 바꾸기 위해 하층 노동자 및 농민 중에서 새로운 지도자를 모집하여 중국국민당에 가입시킨다. "오래된 사고방식"을 가진 모든 사람들을 축출한다.
- 잘 알려진 당 관리와 비공산주의자들이 이끄는 혁명 군사 재판소를 설립하여 반동적인 관리들을 처벌한다.

왕징웨이는 이 지침을 따르면 중국국민당이 파괴될 수 있다고 믿었지만, 소련과의 협상을 계속했다. 그는 소련이 1천 5백만 루블의 원조를 제공해 줄 것을 요청했지만, 모스크바는 2백만 루블만 제공했다. 나중에 왕은 중국국민당의 소련 수석 고문인 미하일 보로딘에게 불만을 토로했고, 그를 소련으로 돌려보내는 것을 고려했다.

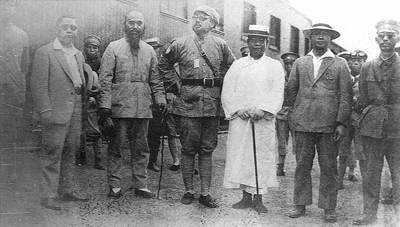
1927년 6월, 펑위샹과 우한 정부의 회의

"5월 지침"은 왕이 공산주의자들과 갈라서도록 강요했지만, 장제스에 대한 그의 반감을 가라앉히는 데는 아무것도 하지 못했다. 공산당과 장제스의 난징 파벌에 동시에 맞서기 위해 왕은 중국 북부의 많은 부분을 통제하고 있던 서북군 지도자 펑위샹의 지지를 얻으려 했다. 공산당에게 알리지 않고, 그는 덩옌다를 보내 6월 8일부터 10일까지 정저우에서 펑을 만나게 했다. 회의에서 왕은 펑에게 가능한 모든 양보를 제안했지만, 펑은 왕이 공산주의자들과 결별하는 것을 주도할 것을 여전히 주장했다. 우한 군사 총사령관 탕성즈가 허난성에서 장쭤린 군벌과의 전투에서 심각한 부상을 입어 우한의 방어 능력이 저해되었고, 펑이 그 기회를 이용하여 허난을 장악했다는 점을 고려할 때, 왕징웨이는 펑의 요청을 들어줄 수밖에 없었다. 그렇지 않으면 우한이 펑의 군대에 의해 공격받을 수 있었기 때문이다.
왕징웨이가 모르는 사이에 펑위샹은 리밍중을 파견하여 장제스와 연락을 취했고, 6월 19일 쉬저우에서 그를 만나는 데 성공했다. 왕이 제안했던 명목상의 직책들과 비교할 때, 장제스는 펑에게 1927년 7월부터 군사비로 매달 250만 위안을 제공하기로 합의했으며, 우한 정부와의 관계를 단절할 것을 요구하지 않았다. 펑은 크게 만족하며, 장제스를 더 일찍 만났으면 좋았을 것이라고 말했다. 회의 후 펑은 전보를 통해 자신과 장제스의 이름으로 우한에 메시지를 보냈고, 우한 정부에 소련 대표 미하일 보로딘을 추방하고 당 내 공산주의자들을 숙청하며 북벌을 완수할 것을 요구하여 우한을 더욱 약한 입장으로 몰아넣었다.
"5월 지침"에 대한 중국공산당 내부의 견해는 다양했다. 천두슈는 처음 읽었을 때 그것이 중국의 현실에 맞지 않는다고 생각하고, 시행하기 어렵다는 전보를 보냈다. 그러나 이는 소련 공산당과 코민테른을 불만족스럽게 만들었다. 6월 30일 확대 중앙위원회에서 "중국국민당-중국공산당 연합에 관한 제11조"가 통과되었고, 이는 공산주의자들이 우한 정부와의 관계 단절을 고려해야 한다고 제안했다.

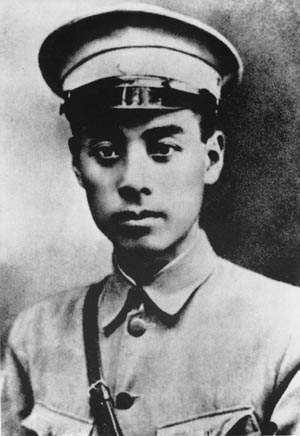
국민혁명군 제복을 입은 저우언라이 (1924)

7월 4일, 중국공산당은 우한 한커우 산자오제 거리에서 확대 정치국 회의를 개최했다. 총서기 천두슈와 보로딘은 당분간 지침을 따르지 않을 것을 주장했지만, 당 내 급진파들은 이에 반대했다. 이 외에도 두 지도자는 중국국민당 좌익과의 통일전선을 구하기 위해 후난과 후베이의 노동자 및 농민 운동을 중단시키도록 명령했다. 그러나 코민테른은 노동자 및 농민 운동을 중단하여 중국국민당 회원 자격을 유지하려는 천과 보로딘이 "기회주의"에 해당한다고 판단하고 즉시 보로딘을 러시아로 소환했다. 7월 8일, 코민테른은 모든 공산주의자들에게 중국국민당에서 탈퇴할 것을 요청했다. 7월 12일, 천두슈는 중국공산당 총서기에서 해임되었고, 저우언라이, 리리싼, 리웨이한, 장타이레이, 장궈타오로 구성된 지도자 그룹이 형성되었다(취추바이는 나중에 합류했다). 연구자 장위파는 코민테른의 의도가 무장 봉기를 통해 중국국민당으로부터 혁명 운동의 리더십을 빼앗는 것이라고 추측한다. 7월 13일, 중국공산당은 중국국민당에서 공식적으로 탈퇴하겠다는 선언을 발표하고 왕을 "공공연히 반혁명분자들을 후원한다"고 비난했다.

### 공산당과의 결별과 해체
노동조합원 및 공산주의와 연계된 농민 운동의 지속적인 불안정, 그리고 우한 정무에 대한 소련의 간섭은 우한 정부에 끊임없는 압력을 가했고, 결국 1927년 7월 15일 "715 사건"으로 알려진 공산주의자 숙청을 단행했다. 숙청에 대한 대응으로 중국공산당은 1927년 8월 1일 우한 정부에 대항하여 난창 봉기를 일으켰고, 이후 우한은 난징 국민정부와 재통일하는 데 동의했다. 협력의 대가로 왕징웨이는 장제스에게 총사령관 직위에서 사임하고 모든 정치적 직함을 포기할 것을 요구했다. 장제스는 이에 따라 8월 12일 총사령관 직위에서 사임했다. 9월 21일, 우한 정치 위원회는 난징으로 이전하겠다는 공식 성명을 발표하여 우한 정부의 종말을 알렸다.

## 군사력
국민혁명군 대부분은 장제스나 북벌 이전 또는 도중에 중국국민당에 합류한 다양한 군벌들에게 충성했지만, 우한 정부는 자체 군사력을 지휘했다. 이른바 "우한군"은 나머지 국민혁명군보다 강하거나 잘 무장하지 못했으며, 우익 지휘관들과 그들의 병력들이 장제스 편으로 이탈하여 고통받았다.
탕성즈가 지휘하는 우한군은 수적으로나 장비면에서 장제스의 추종자들과 진정으로 경쟁하거나 북방 군벌들을 물리치기에는 너무 약했다. 그럼에도 불구하고, 우한 정부에 충성하는 7만 명의 군대는 1927년 4월 독자적인 "북벌"을 시작하여 북방 군벌들로부터 허난을 정복하는 것을 목표로 했다. 무장이 부족했지만, 이 군대는 우페이푸의 군대에서 탈영한 병사들과 합류하여 장쉐량 군벌을 격퇴하는 데 성공했지만, 그 과정에서 1만 4천 명의 사상자를 내고 우한으로 돌아와야 했다. 병력을 충분히 보충하지 못한 우한군은 결국 장제스에게 충성하는 국민혁명군 병력에게 패배했다.

## 같이 보기
- 개조파

### 인용
1. 1 2  Jönsson;  외. (2004). “Example”. 《abc》. 2018년 5월 20일에 확인함.
2. 1 2 3  Wu 1969, 128쪽.
3. 1 2 3 4 5 6 7 8  Wu 1969, 126쪽.
4. ↑  Isaacs 2010, 215쪽.
5. ↑  Dutt 1970, 5–21쪽.
6. ↑  Zarrow 2005, 233쪽.
7. ↑  Moss 2005, 282쪽.
8. ↑  Fenby (2004), 119–121쪽.
9. ↑  MacKinnon (2008), 12–13쪽.
10. 1 2  Wu 1969, 128–129쪽.
11. 1 2  Coble 1986, 5쪽.
12. ↑  Wilbur 1983, 78쪽.
13. 1 2  Fenby (2004), 122쪽.
14. ↑  Wilbur 1983, 47-쪽.
15. ↑  郭廷以：《中華民國史事日誌》，第二冊
16. ↑  李雲漢：《從容共到清黨》，下冊
17. ↑  Clark 1927a, 7쪽.
18. ↑  Nihon gaikō bunsho 1927, 527쪽.
19. ↑  郭廷以，中華民國史事日誌，台北，中央研究院近代史研究所，1985年
20. ↑  衛藤瀋吉，衛藤瀋吉著作集，第3卷，東方書店
21. ↑  Keiji Furaya, Chiang Kai-Shek His Life and Times, translated by Chun-Ming Chang, (St.John's University 1981) p.189
22. ↑  Guo Baoping 1995, 59쪽.
23. 1 2  Fenby (2004), 124쪽.
24. ↑  Fenby (2004), 124–125쪽.
25. ↑  Wu 1969, 126, 132쪽.
26. ↑  Wu 1969, 126–127쪽.
27. ↑  Wu 1969, 129쪽.
28. ↑  Bianco (1972), 213–215, 219–224쪽.
29. ↑  Ch'en (2018), 34쪽.
30. ↑  Wu 1969, 129–131쪽.
31. ↑  Wu 1969, 131–133쪽.
32. ↑  Rowe 2007, 278쪽.
33. ↑  Hershatter 2019, 124쪽.
34. ↑  Rowe 2007, 279쪽.
35. ↑  《真实的汪精卫》，第二部分之三：从拥共到反共
36. ↑  Clark 1927b, 7쪽.
37. ↑  Li, 323쪽.
38. ↑  Wilbur 1983, 110–112쪽.
39. ↑  Wu 1969, 127쪽.
40. ↑  1927年4月17日中国国民党中央执行委员会通电
41. ↑  Coble 1986, 32쪽.
42. ↑  Wu 1969, 132–133쪽.
43. ↑  Haithcox 1965, 463쪽.
44. ↑  Spence 1990, 358쪽.
45. ↑  《联共（布）中央政治局会议第107号（特字第85号）记录》，1927年6月2日，《联共（布）、共产国际与中国国民革命运动（1926－1927）》（下），第298－299页。
46. ↑  《스탈린给몰로토프的信》，1927年6月24日；《联共（布）中央政治局会议第113号（特字第91号）记录》，1927年6月27日，《联共（布）、共产国际与中国国民革命运动》（下），第352，364页。
47. ↑  Guo Baoping 1995, 74쪽.
48. 1 2  Zhao 1996, 97쪽.
49. ↑  Guo Baoping 1995, 75쪽.
50. ↑  冯玉祥自传《我的生活》：徐州与蒋中正一见"见其风采及言谈态度，无不使我敬慕，大有相见恨晚之情"
51. ↑  “1927年大革命失败的主要原因与陈独秀的责任”. 66论文. 2008년 4월 8일. 2012년 7월 19일에 원본 문서에서 보존된 문서. 2017년 3월 31일에 확인함.
52. ↑  统战部 (2007). “第一次国共合作破裂的原因及其教训”. 中国共产党新闻网. 2016년 12월 25일에 확인함.
53. ↑  Zhang 1999, 348–349쪽.
54. ↑  Jacobs 1981, 284쪽.
55. 1 2  Wilbur 1983, 157–159쪽.
56. ↑  Worthing 2016, 92–93쪽.
57. ↑  Jordan 1976, 137쪽.
58. 1 2  Jowett 2014, 42쪽.
59. ↑  Kotkin 2014, 629쪽.
60. ↑  Wu 1969, 133–134쪽.
61. ↑  Jowett 2013, 159쪽.

### 참고 자료
- Bianco, Lucien (1972). 〈Secret Societies and Peasant Self-Defense, 1921–1933〉.   Jean Chesneaux. 《Popular Movements and Secret Societies in China 1840-1950》. 스탠퍼드 (캘리포니아주): 스탠퍼드 대학교 출판부. 213–224쪽.
- Ch'en, Jerome (2018) [1st pub. 1992]. 《The Highlanders of Central China: A History 1895-1937》. 애빙던온템스, 뉴욕: 라우틀리지.
- Coble, Parks M. (1986). 《The Shanghai Capitalists and the Nationalist Government, 1927-1937》. 케임브리지 (매사추세츠주): 하버드 대학교 출판부. ISBN 9780674805361.
- Fenby, Jonathan (2004). 《Generalissimo: Chiang Kai-shek and the China He Lost》. London: Simon & Schuster. ISBN 978-0743231442.
- Jowett, Philip S. (2013). 《China's Wars. Rousing the Dragon 1894–1949》. 옥스퍼드: Osprey Publishing. ISBN 978-1782004073.
- Jowett, Philip S. (2014). 《The Armies of Warlord China 1911–1928》. 앳글렌, 펜실베이니아: Schiffer Publishing. ISBN 978-0764343452.
- Kotkin, Stephen (2014). 《Stalin: Paradoxes of Power, 1878–1928》. London: Allen Lane. ISBN 978-0-713-99944-0.
- Wilbur, C. Martin (1983). 《The Nationalist Revolution in China, 1923-1928》. Cambridge: Cambridge University Press. ISBN 978-0521318648.
- Wu, Tien-wei (November 1969). 《A Review of the Wuhan Debacle: The Kuomintang-Communist Split of 1927》. 《The Journal of Asian Studies》 29. 125–143쪽. doi:10.2307/2942527. JSTOR 2942527. S2CID 163744191.
- MacKinnon, Stephen R. (2008). 《Wuhan, 1938: War, Refugees, and the Making of Modern China》 (영어). University of California Press. ISBN 9780520254459.
- Jacobs, Dan N. (1981). 《Borodin: Stalin's Man in China》 (영어). Cambridge, Massachusetts: Harvard University Press. ISBN 978-0-674-07910-6.
- Zhang, Yufa (1999).  中國近代現代史 (중국어). Taipei: 東華. ISBN 978-957-636-217-0.
- Moss, Walter (2005). 《A history of Russia: Since 1855》. 2 of A History of Russia 2, illurat판. Anthem Press. ISBN 978-1-84331-034-1. 2011년 1월 1일에 확인함.
- Zarrow, Peter Gue (2005). 《China in war and revolution, 1895–1949》. 1 of Asia's transformations illurat판. Psychology Press. ISBN 978-0-415-36447-8. 2011년 1월 1일에 확인함.
- Guo Baoping (1995). 《蒋介石三次下野秘录》 (중국어). 中国档案出版社. ISBN 9787800195259.
- Stalin, Joseph (1970).  Dutt, Suren, 편집. 《On Chinese Revolution》 (영어). Calcutta: New Book Centre.
- Zhao, Suisheng (1996). 《Power by Design: Constitution-Making in Nationalist China》 (영어). University of Hawaii Press. 97쪽. ISBN 9780824817213.
- Li, Zongren.  李宗仁回憶錄 [리쭝런 회고록] (중국어).
- Clark, Grover, 편집. (1927년 1월 15일). 《The Week in China》 (영어). The Peking Leader.
- Clark, Grover, 편집. (1927년 4월 9일). 《The Week in China》 (영어). The Peking Leader.
- Haithcox, John P. (1965). 《Nationalism and Communism in India: The Impact of the 1927 Comintern Failure in China》. 《The Journal of Asian Studies》 24. 459–473쪽. doi:10.2307/2050346. JSTOR 2050346. S2CID 162253132.
- 《日本外交文書 [Nihon gaikō bunsho]》 (일본어) 1 (1), Japanese Ministry of Foreign Affairs, 1927, 2018년 10월 17일에 확인함
- Spence, Jonathan D. (1990). 《현대 중국을 찾아서》 (영어). Norton. ISBN 9780393934519. - 프로필 보기 구글 도서
- Isaacs, Harold (2010년 5월 1일). 《The Tragedy of the Chinese Revolution》 (영어). Haymarket Books. ISBN 9781608461097.
- Worthing, Peter (2016). 《General He Yingqin: The Rise and Fall of Nationalist China》. Cambridge, England: Cambridge University Press. ISBN 9781107144637.
- Jordan, Donald A. (1976). 《The Northern Expedition: China's National Revolution of 1926-1928》 (영어). Honolulu: University Press of Hawaii. ISBN 9780824803520.
- Rowe, William T (2007). 《Crimson Rain: Seven Centuries of Violence in a Chinese County》. Stanford, California: Stanford University Press.
- Hershatter, Gail (2019). 《Women and China's Revolutions》. New York: Rowman and Littlefield.